# Liste du patrimoine immobilier classé de Plombières
Cette page regroupe l'ensemble du patrimoine immobilier classé de la ville belge de Plombières.
| Objet | Année de construction / Architecte | Adresse | Section communale | Coordonnées                      | Numéro d’inventaire | Illustration |
| --- | ---------------------------------- | --- | ----------------- | -------------------------------- | ------------------- | --- |
| Orgues de l'église Saint-Rémy |                                    | Rue du Village, n°70                                                                                        | Moresnet          | 50° 43′ 15″ nord, 5° 59′ 20″ est | 63088-CLT-0001-01   | Image manquanteTéléverser |
| L'église Saint-Etienne: intérieur |                                    | | Montzen           | 50° 42′ 28″ nord, 5° 57′ 45″ est | 63088-CLT-0004-01   | L'église Saint-Etienne: intérieur |
| Château de Streversdorp ou Schlossgraaf |                                    | Rue du château de Graaf, n°74                                                                               | Montzen           | 50° 41′ 59″ nord, 5° 56′ 41″ est | 63088-CLT-0005-01   | Château de Streversdorp ou Schlossgraaf |
| Château de Broich |                                    | Rue du château de Broich, n°36 (M) et ensemble formé par ce château et les terrains qui l'entourent (S)     | Montzen           | 50° 42′ 18″ nord, 5° 56′ 31″ est | 63088-CLT-0006-01   | Château de Broich |
| Ensemble formé par le château de Streversdorp ou Schlossgraaf et ses abords |                                    | | Montzen           | 50° 41′ 59″ nord, 5° 56′ 29″ est | 63088-CLT-0007-01   | Ensemble formé par le château de Streversdorp ou Schlossgraaf et ses abords |
| Château de Beusdael, à l'exception du portail d'entrée (M) et ensemble formé par ce château et les terrains environnants (S) |                                    | | Sippenaeken       | 50° 45′ 04″ nord, 5° 54′ 38″ est | 63088-CLT-0010-01   | Château de Beusdael, à l'exception du portail d'entrée (M) et ensemble formé par ce château et les terrains environnants (S)                                                                       |
| Maison du site minier de Plombières (façades et toitures excepté celles des annexes récentes flanquant la pignon est), Op de Gueule n°14 (actuellement rue du Chemin de fer, n°25) |                                    | | Montzen           | 50° 44′ 02″ nord, 5° 57′ 53″ est | 63088-CLT-0011-01   | Maison du site minier de Plombières (façades et toitures excepté celles des annexes récentes flanquant la pignon est), Op de Gueule n°14 (actuellement rue du Chemin de fer, n°25)                 |
| Chapelle du château de Broich (façades et toiture) |                                    | Rue du Château de Broich                                                                                    | Montzen           | 50° 42′ 17″ nord, 5° 56′ 31″ est | 63088-CLT-0012-01   | Chapelle du château de Broich (façades et toiture) |
| Château de Veltjaeren (façades et toitures), pont et assises de murailles épaulant le château (M) et ensemble formé par le château et ses abords (S) |                                    | Rue Vieljaren, n°8                                                                                          | Hombourg          | 50° 42′ 30″ nord, 5° 54′ 19″ est | 63088-CLT-0013-01   | Château de Veltjaeren (façades et toitures), pont et assises de murailles épaulant le château (M) et ensemble formé par le château et ses abords (S)                                               |
| Croix gothique (déclassée) |                                    | Rue du Village (actuellement rue du Centre)                                                                 | Hombourg          | 50° 43′ 26″ nord, 5° 55′ 13″ est | 63088-CLT-0014-01   | Croix gothique (déclassée) |
| Orgues de l’église Notre-Dame de l’Assomption |                                    | | Hombourg          | 50° 44′ 18″ nord, 5° 57′ 40″ est | 63088-CLT-0015-01   | Orgues de l’église Notre-Dame de l’Assomption |
| Maison (façades du côté rue, pignon et toiture de l'ensemble des bâtiments en L, à l'exclusion de l'annexe à l'arrière de l'étable), rue du Village, n°24/25 (actuellement rue du Centre, n°65-67) |                                    | Rue du Village, n°24/25 (actuellement rue du Centre, n°65-67)                                               | Hombourg          | 50° 43′ 22″ nord, 5° 55′ 16″ est | 63088-CLT-0016-01   | Maison (façades du côté rue, pignon et toiture de l'ensemble des bâtiments en L, à l'exclusion de l'annexe à l'arrière de l'étable), rue du Village, n°24/25 (actuellement rue du Centre, n°65-67) |
| Maison d'habitation de la ferme (façades et toitures), Kinkenweg, n°86 (Ferme Kinkenweg) |                                    | | Montzen           | 50° 41′ 40″ nord, 5° 56′ 27″ est | 63088-CLT-0017-01   | Maison d'habitation de la ferme (façades et toitures), Kinkenweg, n°86 (Ferme Kinkenweg) |
| Certaines parties de l'immeuble sis rue de Moresnet, n°17-19 (actuellement rue G. Demoulin, n°s 31 et 37), à savoir: a) la totalité des façades, pignons et toitures du n°17 (actuellement 31) (à l'exclusion de l'annexe-veranda et de la façade arrière des étables) b) la cage d'escalier et deux pièces avant du rez-de-chaussée du n°17 c) les éléments extérieurs du pavillon et la totalité des piliers, grilles, muret et cour pavée du n°17 d) la façade avant et la totalité des toitures du corps de logis et du petit bâtiment perpendiculaire du n°19 (actuellement n°37) (donc toutes annexes au corps de logis exclues)" |                                    | | Montzen           | 50° 42′ 34″ nord, 5° 57′ 51″ est | 63088-CLT-0018-01   | immeuble sis rue de Moresnet |
| Maison (façades, toitures et latrine intra-murale contre le pignon à rue, à l'étage) |                                    | Rue G. Demoulin, n°4 (anciennement place communale n°43) (M) et établissement d'une zone de protection (ZP) | Montzen           | 50° 42′ 28″ nord, 5° 57′ 49″ est | 63088-CLT-0019-01   | Maison (façades, toitures et latrine intra-murale contre le pignon à rue, à l'étage) |
| La totalité du donjon du XVe siècle du château d'Alensberg (M), l'extérieur des parties anciennes et du fournil de la ferme sise rue du Village n°11 et l'extérieur du volume ancien de la ferme sise rue Langhaag n°4 (EA) et le parc d'Alensberg (S) |                                    | | Moresnet          | 50° 43′ 11″ nord, 5° 58′ 52″ est | 63088-CLT-0020-01   | château d'Alensberg |
| Cimetière militaire américain de Hombourg-Vogelzanck et ses abords (+ AUBEL/Aubel, Vogelsang) |                                    | | Hombourg          | 50° 42′ 29″ nord, 5° 53′ 22″ est | 63088-CLT-0021-01   | Cimetière militaire américain de Hombourg-Vogelzanck et ses abords (+ AUBEL/Aubel, Vogelsang) |